# Américo Brasílio de Campos
Américo Brasílio de Campos (Bragança Paulista, 12 de agosto de 1838 — Nápoles, 20 de janeiro de 1900) foi um advogado, dramaturgo, jornalista, político e diplomata brasileiro.

## Biografia
Formado pela Faculdade de Direito de São Paulo em 1860, foi promotor público em Itu até 1863 e fez da imprensa uma tribuna para defender seus ideais abolicionistas e republicanos. De 1865 a 1874 foi diretor e redator do Correio Paulistano, de onde saiu para fundar em 1875, com Francisco Rangel Pestana, o jornal A Província de S. Paulo, que, com o advento da República, passou a chamar-se O Estado de S. Paulo. Em 1884, com José Maria Lisboa, fundou o Diário Popular. Proclamada a República, foi nomeado cônsul do Brasil em Nápoles, onde faleceu.
Foi um importante defensor dos ideais republicanos e membro da Convenção de Itu.

## Obras
- O Concílio das comadres[2]